# Luxiaria amasa
Luxiaria amasa är en fjärilsart som beskrevs av Butler 1878. Luxiaria amasa ingår i släktet Luxiaria och familjen mätare. Inga underarter finns listade i Catalogue of Life.

## Bildgalleri

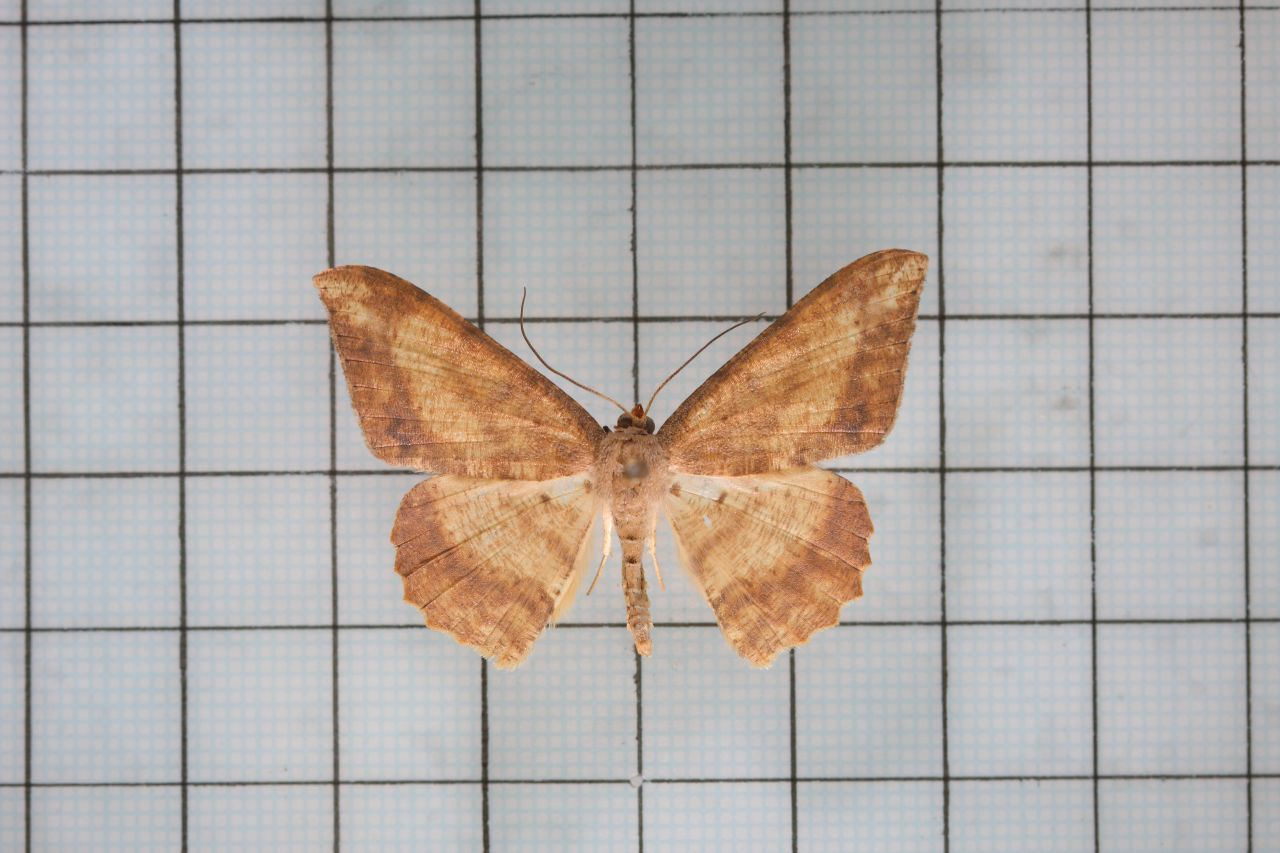
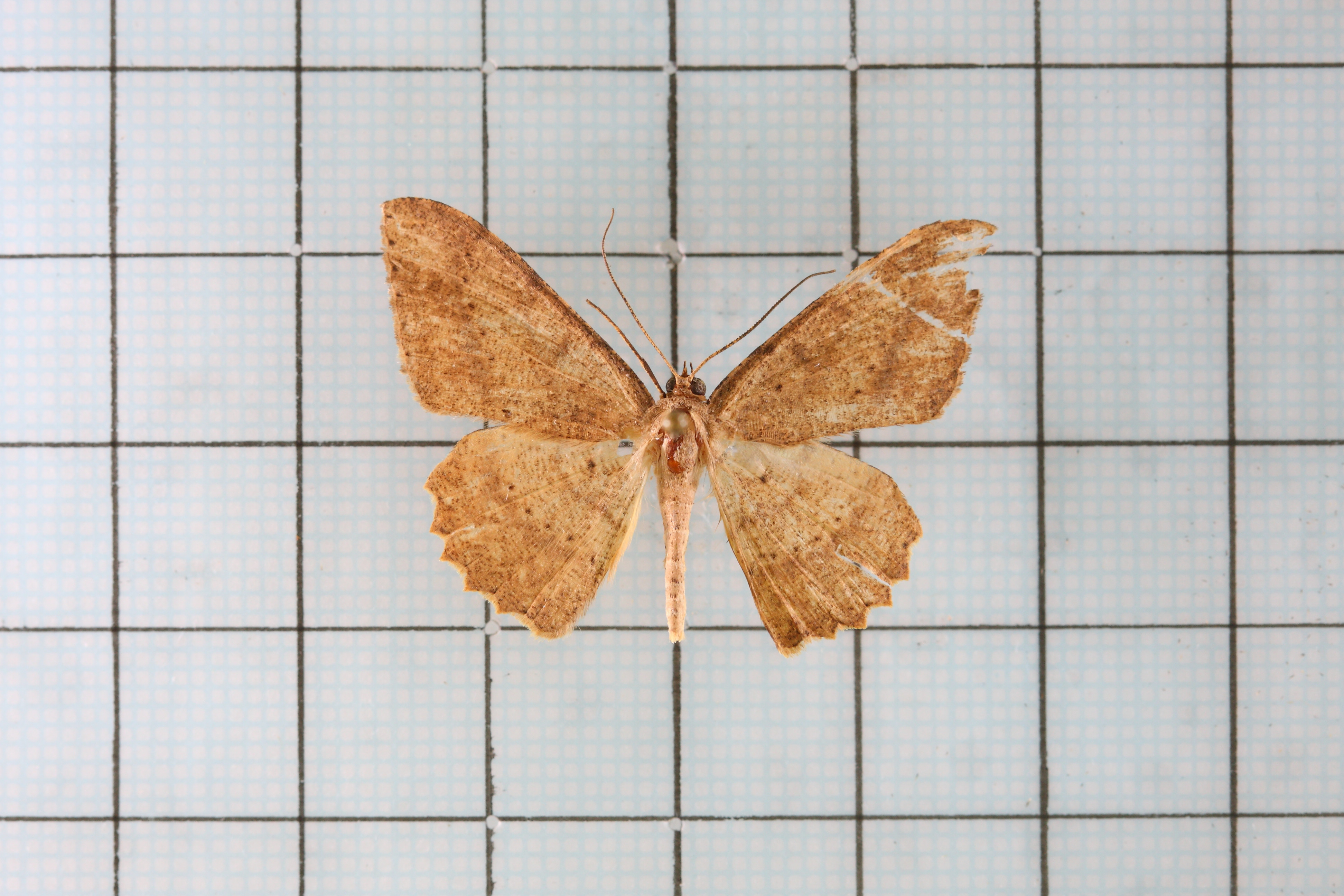